# Goldene Kamera
 (août 2023).
Si vous disposez d'ouvrages ou d'articles de référence ou si vous connaissez des sites web de qualité traitant du thème abordé ici, merci de compléter l'article en donnant les références utiles à sa vérifiabilité et en les liant à la section « Notes et références ».
 (août 2023).
Ne doit pas être confondu avec Caméra d'or.
La Goldene Kamera est une récompense allemande de télévision et de cinéma existant depuis 1965. La cérémonie de récompense a lieu à Berlin[réf. nécessaire] au mois de février.

## Lauréats
- 1982 : Horst Krüger pour le scénario du film Der Kurfürstendamm.
- 2017 : Marietta Slomka, Peter Kloeppel et Caren Miosga dans la catégorie Best Information pour les trois programmes Tagesthemen, heute journal et RTL News.
- 2020 : Mai Thi Nguyen-Kim dans la catégorie Best Information.

| Année | Acteur / actrice (national)               | Reconnaissance pour son œuvre (national) | Acteur / actrice (international)        | Reconnaissance pour son œuvre (international) |
| ----- | ----------------------------------------- | ---------------------------------------- | --------------------------------------- | --------------------------------------------- |
| 2001  | Dieter Pfaff et Suzanne von Borsody       | …                                        | Kate Winslet                            | Peter Ustinov                                 |
| 2002  | Heike Makatsch et Heino Ferch             | Johannes Heesters                        | Cate Blanchett                          | …                                             |
| 2003  | Martina Gedeck et Jürgen Vogel            | Vicco von Bülow (« Loriot »)             | Salma Hayek et Hugh Grant               | Dustin Hoffman                                |
| 2004  | Nicolette Krebitz et Michael Mendl        | …                                        | Jack Nicholson et Sylvester Stallone    | Tony Curtis                                   |
| 2005  | Alexandra Maria Lara et Herbert Knaup     | …                                        | Bruce Willis                            | Jerry Lewis et Goldie Hawn                    |
| 2006  | Barbara Rudnik et Ulrich Noethen          | Rudi Carrell                             | Charlize Theron                         | …                                             |
| 2007  | Corinna Harfouch et Edgar Selge           | Liselotte Pulver                         | Nicolas Cage                            | …                                             |
| 2008  | Ulrike Krumbiegel (de) et Matthias Brandt | Alfred Biolek                            | Hilary Swank                            | Robert De Niro                                |
| 2009  | Anja Kling et Christian Berkel            | …                                        | Meryl Streep et Daniel Craig            | Clint Eastwood                                |
| 2010  | Senta Berger et Matthias Schweighöfer     | Joachim Fuchsberger                      | Diane Kruger et Richard Gere            | Danny DeVito                                  |
| 2011  | Anna Loos et Ulrich Tukur                 | Armin Mueller-Stahl                      | Renée Zellweger et John Travolta        | Michael J. Fox                                |
| 2012  | Nina Kunzendorf et Dietmar Bär            | Mario Adorf                              | Scarlett Johansson et Denzel Washington | Morgan Freeman                                |
| 2013  | Claudia Michelsen et Charly Hübner        | Dieter Hallervorden                      | Sigourney Weaver et Clive Owen          | Al Pacino                                     |
| 2014  | Nadja Uhl et Thomas Thieme (de)           | Bruno Ganz                               | Gwyneth Paltrow et Matthew McConaughey  | Diane Keaton                                  |
| 2015  | Ulrich Matthes et Martina Gedeck          | …                                        | Kevin Spacey                            | Arnold Schwarzenegger et Susan Sarandon       |
| 2016  | Jörg Hartmann et Maria Simon              | …                                        | Gerard Butler et Julianne Moore         | Helen Mirren                                  |
| 2017  | Wotan Wilke Möhring et Lisa Wagner (de)   | Dieter Thomas Heck                       | Colin Farrell et Nicole Kidman          | Jane Fonda                                    |
| 2018  | Volker Bruch et Petra Schmidt-Schaller    | Christiane Hörbiger                      | Ewan McGregor et Naomi Watts            | Liam Neeson                                   |
| 2019  | Albrecht Schuch et Anna Schudt            | …                                        | Jessica Chastain                        | Vanessa Redgrave                              |
| 2020  | …                                         | …                                        | …                                       | …                                             |
| 2021  | …                                         | …                                        | …                                       | …                                             |